# Andrei Kiwiljow
Andrei Michailowitsch Kiwiljow (kasachisch Андрей Михайлович Кивилёв; * 21. September 1973 in Taldikorgan, Kasachische SSR; † 12. März 2003 in Saint-Étienne) war ein kasachischer Radrennfahrer.
1994 siegte er im Straßenrennen der Männer bei den Asienspielen. 1995 gewann er mit der Türkei-Rundfahrt ein Etappenrennen. Kiwiljow wurde 1998 Radprofi bei dem französischen Team Festina. Seine beste Saison hatte der Kasache im Jahr 2001 bei der Équipe Cofidis: Er gewann das Etappenrennen Route du Sud und eine Etappe der Dauphiné Libéré. Bei der darauf folgenden Tour de France 2001 gehörte Kiwiljow zu einer 14-köpfigen Ausreißergruppe, die auf einer verregneten 8. Etappe nach Pontarlier über 35 Minuten vor dem Hauptfeld und allen Favoriten ankam. Er beendete die Rundfahrt schließlich auf dem vierten Rang.
Knapp zwei Jahre später, im März 2003, stürzte Kiwiljow während des Etappenrennens Paris–Nizza schwer und erlag später seinen Verletzungen. Das Rennen gewann sein Freund und Landsmann Alexander Winokurow, der ihm den Sieg widmete. Unter anderem auf Grund dieses tödlichen Sturzes führte die UCI die seit langem geforderte – von vielen Rennfahrern aber immer wieder abgelehnte – Helmpflicht bei allen ihren Rennen ein.

## Erfolge
1997
- Commonwealth Bank Classic

1998
- Bergwertung Niedersachsen-Rundfahrt

2001
- eine Etappe Critérium du Dauphiné
- Route du Sud

## Teams
- 1998–1999 Festina-Lotus
- 2000 Ag2r-Decathlon
- 2001–2003 Cofidis, le Crédit par Téléphone